# 马克斯·普朗克进化人类学研究所

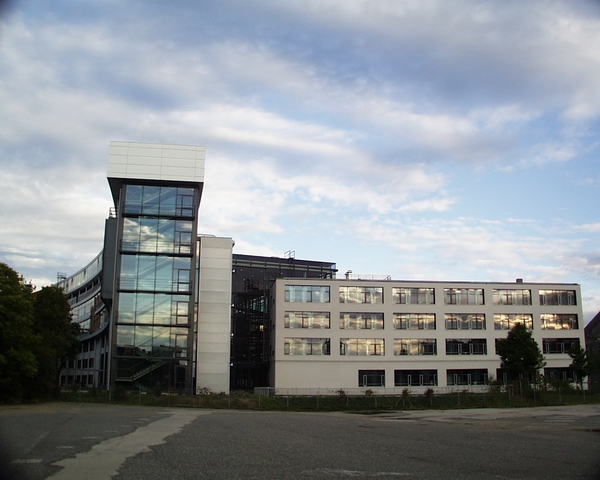
马克斯·普朗克进化人类学研究所的建築側面

马克斯·普朗克进化人类学研究所（德语：Max-Planck-Institut für evolutionäre Anthropologie）是坐落于德国莱比锡的一个研究机构，成立于1997年。它是马克斯-普朗克学会的一部分，目前共有约330人。

## 部門

### 已關閉
- 灵长类学系：1997~2019 年，主任為克里斯托·伯施（Christophe Boesch）。關閉後一部份人員移至人類行為、生態和文化學系。
- 語言學系：1998~2015 年，主任為伯纳德·科姆里。
- 发展和比较心理学系：1998~2018 年，主任為迈克尔·托马塞罗（Michael Tomasello）。
- 馬克斯·普朗克及魏茨曼考古學及人類學綜和研究中心：2014~2018年

### 運作中
- 演化遺傳學系：建立於1997年，主任為施温提·柏保。
- 人类演化學系：主任為让-雅克·胡布灵（Jean-Jacques Hublin）。
- 人類行為、生態和文化學系：建立於2015年，主任為理察·麥克艾瑞斯（Richard McElreath）。
  - 比較行為生態學
  - 文化演化理論研究室
  - 2019年吸收一部份原靈長類學系研究人員。
- 比較文化心理學系：建立於2019年，主任為丹尼爾·豪恩（Daniel Haun）。
- 語言學和文化演化系：主任為Russel Gray，2020年由耶拿的馬克斯·普朗克人類歷史科學研究院搬入。
- 考古遺傳學系：主任為Johannes Krause，2020年由耶拿的馬克斯·普朗克人類歷史科學研究院搬入。
- 單細胞基因體學研究組
- 靈長類行為生態學研究組
- 「以Cuvette Centrale地區作為藥用植物庫」研究組
- 「黑猩猩早年經驗對社會能力的影響」研究組
- BirthRites 生殖習俗研究組：成立於2019年。

## 重要貢獻
- 尼安德塔人基因組：2006~2010 年的研究，發現智人和尼安德塔人曾有基因交流。
- 世界語言結構圖（World Atlas of Language Structures）：2005年發表，整理了超過 140 張有關語言結構（音系、文法、字彙等）特徵的分佈地圖。